# Dracul și cele 10 porunci
Dracul și cele 10 porunci (titlul original: în franceză Le diable et les dix commandements) este un film antologie din șapte episoade, franco-itatalian, realizat în 1962 de regizorul Julien Duvivier.

## Rezumat
Diavolul întruchipat într-un șarpe (voce Claude Rich), comentează episoadele și servește ca fir conducător.

### Primul episod:Să nu înjuri deloc
Jérôme Chambard, un bătrân pe care l-au luat de pe stradă maicile din Saint-Vincent de Paul și care asigură întreținerea mănăstirii, înjură cu mare plăcere ca un birjar. Neobținând nicio îmbunătățire din partea lui, măicuțele sunt pe cale să se despartă de el. Dar când vine în vizită episcopul, Jerome îl recunoaște ca prietenul său din copilărie. Episcopul îi dă absoluție cu condiția ca Jerome să învețe  cele zece porunci.

### Al doilea episod:Să nu râvnești,să nu huzurești,să nu te lași poftelor carnale deloc
Pentru a obține un colier superb și scump, o piesă unică, Françoise Beaufort îl înșală pe soțul său George, dramaturg în căutarea succesului, cu bogatul și vicleanul Philip Allan, soțul prietenei sale Micheline. Apoi își ascunde colierul printre bijuteriile ei și le pune într-o geantă pe care o depune la consignația din gară, spunându-i soțului că a găsit un bon de depunere și că îl roagă să scoată obiectul. Noaptea, când Françoise se întoarce acasă, îl găsește pe soț împreună cu Micheline care purta la gât celebrul colier.

### Al treilea episod:Să nu ucizi
Sora seminaristului Denis Mayeux s-a sinucis în disperare din cauza unui criminal, Garigny, care a forțat-o să se prostitueze. Denis renunță la juramintele sale pentru a putea să își răzbune sora, prin arestarea criminalului. Temându-se că Garigny va fi condamnat la doar câteva luni de închisoare, Denis îl provoacă astfel încât el să fie prins de poliție atunci când criminalul îl va împușca. 

### Al patrulea episod:Să nu ai alt Dumnezeu în afară de Mine
Dumnezeu, care ajunge la o fermă izolată din munții Auvergne, realizează o minune falsă (bunicul care a simulat paralizia), ușurează agonia bunicii și pleacă după ce aceasta a închis ochii. Dar este prins de asistența unei ambulanțe a spitalului de psihiatrie din care a scăpat.

### Al cincilea episod:Cinstește pe tatăl tău și pe mama ta și să nu minți deloc
Pierre, student, unicul fiu al familiei Messager, hotelieri de pe coasta Normandiei, i-a spus tatălui său Marcel despre dorința sa de a părăsi casa părintească cât mai curând din cauza naturii mereu mohorâte a mamei Germaine și a pasivității tatălui. Marcel îi dezvăluie că Germaine, care l-a crescut, nu este mama sa, ci că este fiul lui Clarisse Ardant, o actriță celebră. Impulsionat de curiozitate, Pierre merge în secret la Paris și o vizitează pe Clarisse la teatrul unde repetă „Îmblânzirea scorpiei”. Ignorând cine este, Clarisse îl ia mai întâi drept un admirator și flirtează cu el, dar mai apoi, după ce Pierre și-a dezvăluit identitatea, Clarisse recunoaște că de fapt Marcel Messager nu este tatăl său real. Pierre, întorcându-se târziu noaptea la locuința părinților săi, își dezvăluie afecțiunea față de ei.

### Al șaselea episod:Să nu furi
Didier Marin, un funcționar banal și arogant ce lucra la ghișeul unei bănci, este concediat de șeful său. Chiar înainte de a-și părăsi locul de muncă, vine un spărgător care, amenințându-l cu un pistol, îi cere bani, iar Didier îi oferă bucuros toți banii din casă. Didier îl urmărește, descoperă identitatea hoțului și în lipsa lui intră în apartamentul acestuia și recuperează valijoara cu banii. Spărgătorul îl descoperă mai târziu pe Didier, iar cei doi se iau la harță, fiecare revendicând prada, dar în sfârșit sunt de acord să o împartă. Când deschid valiza, găsesc doar niște cârnați și un litru de vin roșu. Valiza a fost schimbată din greșeală cu cea a unui vagabond la un bistrou, unde Didier a avut o întâlnire cu logodnica sa, Janine. Vagabondul, care se pregătea să ia gustarea, este arestat de polițiștii care îl surprind uluit în fața valizei pline cu bani.

### Al șaptelea episod:Să cinstești ziua Domnului
În ultimul episod apar protagoniștii primului episod. Jérôme este invitat la reședința episcopală pentru a servi împreună prânzul din ziua de duminică. Episcopul, îndemnat de Jérôme să bea, se îmbată atât de tare încât nu-și mai aduce aminte nici el cele zece porunci.

## Distribuție

### Primul episod
- Michel Simon – Jérôme Chambard
- Lucien Baroux – episcopul Hector Trousselier
- Claude Nollier – maica stareță
- Albert Michel – vânzătorul de trufandale
- Dany Jacquet – un tânăr enoriaș
- Nina Myral – sora Marie (nemenționată)

### Al doilea episod
- Micheline Presle – Micheline Allan
- Françoise Arnoul – Françoise Beaufort
- Mel Ferrer – Philip Allan
- Claude Dauphin – Georges Beaufort
- Marcel Dalio – un bijutier de la Van Cleef & Arpels (nemenționat)
- Claude Piéplu – un gardian la «balul bijuteriilor» (nemenționat)
- Philippe March – un gardian la «balul bijuteriilor» (nemenționat)
- René Lefèvre-Bel – majordomul (nemenționat)
- Marie-France Pisier – un invitat la «balul bijuteriilor» (nemenționat)

### Al treilea episod
- Charles Aznavour – Denis Mayeux, fratele lui Catherine (sinucigașa)
- Lino Ventura – Garigny, proxenetul
- Maurice Biraud – Louis, inspectorul de poliție
- Henri Vilbert – Alexandre, patronul restaurantului
- Maurice Teynac – abatele
- Clément Harari – omul lui Garigny
- Pierre Fromont – omul lui Garigny (nemenționat)
- Yana Chouri – o femeie de la restaurant (nemenționată)
- Hénia Suchar – Catherine Mayeux (nemenționată)

### Al patrulea episod
- Fernandel – nebunul care se pretindea Dumnezeu alias „părintele Gilbert”
- Germaine Kerjean – bunica
- Gaston Modot – Auguste, bunicul
- Claudine Maugey – Marie, fetița
- René Clermont – tata
- Josette Vardier – mama

### Al cincilea episod
- Alain Delon – Pierre Messager
- Danielle Darrieux – Solange Beauchon alias Clarisse Ardant
- Madeleine Robinson – Germaine Messager
- Georges Wilson – Marcel Messager
- Roland Armontel – domnul Mercier
- Hubert Noël – amantul Clarissei
- Gaby Basset – garderobiera
- Dominique Paturel – actorul care a jucat rolul lui Petruchio în Îmblânzirea scorpiei
- Raoul Marco – actorul care a jucat rolul lui Baptista în Îmblânzirea scorpiei
- Robert Le Béal – regizorul

### Al șaselea episod
- Jean-Claude Brialy – Didier Marin, funcționarul de la ghișeul băncii
- Louis de Funès – Antoine Vaillant, escrocul
- Armande Navarre – Janine Millaud, logodnica lui Didier Marin
- Noël Roquevert – inspectorul de poliție
- Denise Gence – casiera care a dat adresa lui Vaillant lui Didier
- Jean-Paul Moulinot – directorul băncii
- Jean Carmet – vagabondul
- André Gabriello – brigadierul
- Yves Barsacq – un agent pe cheiul Senei
- Edmond Ardisson – un agent
- Jean Luisi – adjunctul inspectorului
- Jimmy Perrys – barmanul de la „Mistigri” (nemenționat)
- Henri Guégan – un bărbat la confruntări (nemenționat)
- Marc Arian – un bărbat la confruntări (nemenționat)

### Al șaptelea episod
- Michel Simon – Jérôme Chambard
- Lucien Baroux – episcopul Trousselier
- Madeleine Clervanne – menajera Delphine